# 7412 Linnaeus
7412 Linnaeus è un asteroide della fascia principale. Scoperto nel 1990, presenta un'orbita caratterizzata da un semiasse maggiore pari a 3,1709038 UA e da un'eccentricità di 0,1612071, inclinata di 2,57652° rispetto all'eclittica.
L'asteroide è dedicato al naturalista svedese Linneo, considerato il padre della moderna classificazione scientifica degli organismi viventi.